# Harmonies de la planète Saturne
Armonie del pianeta Saturno (en français : Harmonies de la planète Saturne) est une œuvre pour hautbois, harpe et orchestre à cordes du compositeur italien Roberto Lupi (it).
Composée en 1946 à Florence comme documentaire de la signature de son auteur sur la partition, elle est devenue célèbre comme thème de clôture des émissions de la RAI-TV en 1954.

## L'œuvre

### Thèmes de télévision de la RAI
L'œuvre a été utilisée comme thème de clôture des émissions de la RAI-TV du 3 janvier 1954 au 27 janvier 1986.

#### Déscription
Le morceau, mise en scène sur un ciel nuageux était identique à celle d'ouverture ; avec la différence que le pylône (de conception différente et beaucoup plus court) s'étendait de bas en haut, tandis que les nuages se déplaçaient dans la direction opposée.
Devant celle animation, apparaissaient le logo TV et l'écriture en lettres minuscules "r a i - radiotelevisione italiana" ; qui, dans les dernières secondes de la chanson thème, ont été remplacés par l'écriture italique Fine delle Trasmissioni. Cette dernière est restée sur l'écran pendant quelques secondes, jusqu'à ce que le pylône disparaisse.
À la fin de la chanson thème, un signe silencieux sur fond noir est apparu, montrant la phrase :
- Le trasmissioni sulla rete del [Nazionale/Secondo] riprenderanno domani alle... (3 janvier 1954 – 15 mars 1976) ;
- Le trasmissioni sulla Rete [1/2/3] riprenderanno domani alle... (15 mars 1976 – 6 avril 1980) ;
- Le trasmissioni riprenderanno domani alle... (du 6 avril 1980) ;

plus l'heure de réouverture des émissions régulières.

#### Graphiques
La séquence était basée sur le graphisme créé par l'architecte Erberto Carboni (it), dont elle était également le thème d'ouverture.

#### Dans d'autres medias
L'enregistrement de Saturno a été utilisée, en tout ou en partie, dans des films :
- 1963 : Les Monstres (I mostri) de Dino Risi ;
- 1963 : Les Heures de l'amour (Le ore dell'amore) de Luciano Salce ;
- 1964 : Parlons femmes (Se permette parliamo di donne) de Ettore Scola ;
- 1969 : Une poule, un train... et quelques monstres (Vedo nudo) de Dino Risi ;
- 2023 : Buongiorno, notte de Marco Bellocchio, etc.

### Cover
- Nini Rosso